# Hellyethira narakain
Hellyethira narakain är en nattsländeart som beskrevs av Wells 1991. Hellyethira narakain ingår i släktet Hellyethira och familjen smånattsländor. Inga underarter finns listade i Catalogue of Life.